# Епархия Сянфаня

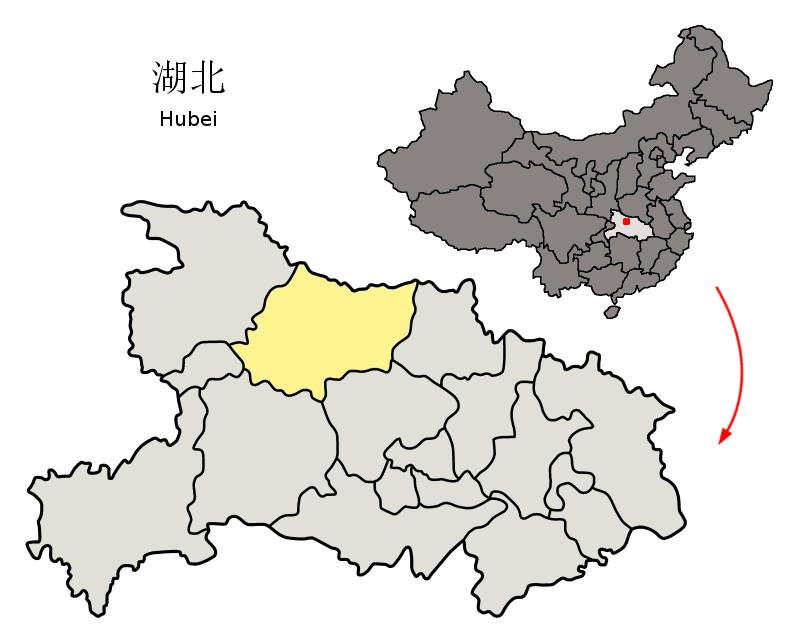
Расположение города Сянфаня

 Епархия Сянфаня  (лат. Dioecesis Siamiamensis) — епархия Римско-Католической церкви с центром в городе Сянфань, Китай. Епархия Сянфаня входит в митрополию Уханя.

## История
25 мая 1936 года Римский папа Пий XI издал буллу «Sollicito studio», которой учредил апостольской префектуру Сянфаня, выделив её из апостольского викариата Лаохэкоу (сегодня — Епархия Лаохэкоу).
10 мая 1951 года Римский папа Пий XII издал буллу «Nihil refugit», которой преобразовал апостольскую префектуру Сянфаня в епархию.

## Ординарии епархии
- епископ Francis Yi Hsüan-hua (25.05.1936 — 1974)
  - Sede vacante (с 1974 года — по настоящее время)

## Источник
- Annuario Pontificio, Libreria Editrice Vaticana, Città del Vaticano, 2003, ISBN 88-209-7422-3
- Булла Sollicito studio, AAS 28 (1936), стр. 456  (лат.)
- Булла Nihil refugit, AAS 45 (1953), стр. 161  (лат.)